# Четвергова сіль

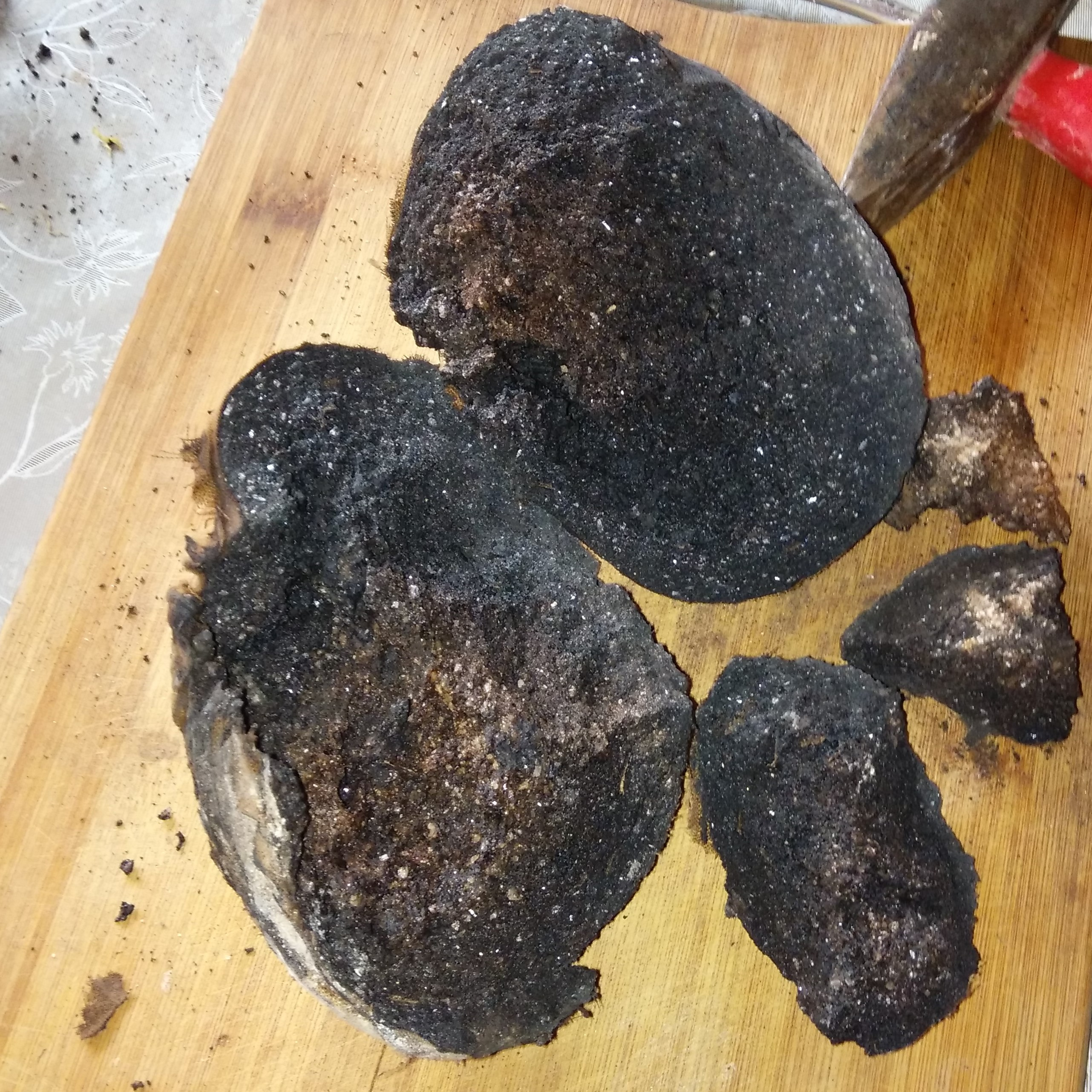
Четвергова (чорна) сіль перед помелом.

Четвергова сіль (чорна сіль) — продукт, який використовується в православній культурі. Виготовляється особливим способом у Чистий четвер Страсного тижня.

## Історія
Четвергову сіль готували один раз на рік — в ніч із середи на четвер Страстного тижня чи рано вранці у Чистий четвер.
Цей звичай має обрядове використання і має давнє коріння, коли за сіллю визнавали цілющі властивості — давати здоров'я людині та захищати від різних хвороб. Здавна четвергову сіль виготовляли у печі.
Сіль чорніє від наявності у ній різних хімічних речовин. Крім натрію є магній, йод, кальцій, фосфор, хром. При прожарюванні проходить ланцюжок хімічних реакцій.

## Спосіб приготування
Четвергова (чорна) сіль має цілющі властивості. Здавна нею лікували шкірні захворювання і використовували для очищення організму. Основне правило — під час приготування солі в будинку має бути затишно і мирно.
Вдома сіль готується з найпростіших інгредієнтів. Крупну вологу сіль змішували з квасною рідиною або мякушкою вимоченого житнього хліба, завязували і ставили у піч або заривали у попіл і закривали заслонку на три-чотири години. Або перепікали сіль на сковороді. Потім перетовкували у ступі, увесь час читаючи молитви, як при перепіканні так і перетовкуванні. Потім освячували у вівтарі. Чорний колір солі — це колір від перепікання. Четвергову сіль завжди зберігали на божниці за іконою.

### Рецепт 1. Четвергова сіль з житнім борошном.
На 1 кг солі — 10 столових ложок житнього борошна. Важливо для приготування брати дерев'яну ложку, чавунну сковороду. а зберігати у полотняному мішечку.
Сіль перемішують з борошном, висипають на чавунну сковороду і ставлять на вогонь. Нагрівають її, помішуючи і читаючи тричі «Отче наш». Коли четвергова сіль остигає, перетирають і пересипають у полотняний мішечок для зберігання. Щільно зав'язують.

### Рецепт 2. Четвергова сіль з травами.
До її рецепту крім солі та чорного хліба входять трави: розмарин, м'ята, меліса або материнка. Трави можна вживати усі разом або по одній. Хліб розмішують з водою, сіллю і подрібненими травами, потім ставлять у духовку для запікання. Як і в першому рецепті сіль просіюють і висипають у полотняний мішечок, щільно зав'язують.

### Рецепт 3. Четвергова сіль з капустяним листям.
З капусти знімають найбільш зелене листя, подрібнюють і зміщують з сіллю. Все разом треба викласти на деко чи у казанок і запекти у духовці при температурі 180 градусів 40-60 хв..Коли сіль стане чорною, зняти, остудити, перетерти і висипати у скляну банку чи мішечок для зберігання.

## Використання
В українців релігійні свята тісно переплітаються з народними традиціями. У багатьох випадках четвергову сіль використовують, як оберіг.
- На Великдень четверговою сіллю солили освячені яйця, якими розговлялися після заутрені.
- На столі в центрі завжди мала стояти ємність з чорною сіллю, яку використовували люди, що потребували захисту від хвороб та злого ока.
- Четвергову сіль додавали у купіль немовляти, щоб росло сильним і здоровим.
- Використовували дівчата для вмивання. Вони кидали у воду і замовляли ту воду на красу і здоров'я.
- У селі дрібки четвергової солі клали по кутках у хліві, щоб худоба добре давала приплод[2].